# Matigny
Matigny är en kommun i departementet Somme i regionen Hauts-de-France i norra Frankrike. Kommunen ligger i kantonen Ham som tillhör arrondissementet Péronne. År 2022 hade Matigny 499 invånare.

## Befolkningsutveckling
Antalet invånare i kommunen Matigny
| Referens: INSEE |